# Vija Artmane
Vija Artmane, eigentlich Alīda Artmane, (* 21. August 1929 in Kaive, Tukums, Lettland; † 11. Oktober 2008 in Strenči) war eine lettische und sowjetische Schauspielerin.

## Leben
Alīda Artmane kam als Tochter von Franz Artmann, einem Deutschbalten, und Anna Zaborowska, einer Polin, im lettischen Kaive zur Welt. Sie studierte von 1946 bis 1949 am zweiten Studio des Rigaer Daile-Theaters unter Eduards Smiļģis. Artmane blieb dieser Bühne bis 1998 als Schauspielerin treu und war hier unter anderem als Eliza Doolittle in George Bernard Shaw Pygmalion zu sehen. Von 1998 bis 2000 gehörte sie zum Ensemble des Neuen Rigaer Theaters.
Artmane gab 1957 ihr Filmdebüt in Posle schtorma. Ihren Durchbruch als Filmschauspielerin erlebte sie 1964 als Darstellerin der Sonja in Michail Jerschows Blutsverwandtschaft. Es folgten zahlreiche Spielfilme, die von Science-Fiction (Tumannost Andromedy) bis zum Abenteuerfilm (Die Pfeile des Robin Hood) reichten. Im Jahr 1980 erschien mit Rasgowor s korolewoi ein Filmporträt über Artmane. Vija Artmane veröffentlichte 2004 mit Ziemcieši. Mirkļi no manas dzīves ihre Biografie. Sie verstarb 2008 und wurde auf dem Pokrow-Friedhof in Riga beigesetzt.

## Filmografie (Auswahl)
- 1960: Vor dem Sturm (На пороге бури)
- 1963: Blutsverwandtschaft (Родная кровь)
- 1966: Edgar und Kristina (Эдгар и Кристина)
- 1966: Niemand wollte sterben (Никто не хотел умирать)
- 1967: Der Kundschafter (Сильные духом)
- 1967: Andromedanebel (Туманность Андромеды)
- 1970: Prüfung auf Leben und Tod (Тройная проверка)
- 1971: Ich, der Untersuchungsrichter (Я, следователь)
- 1975: Die Pfeile des Robin Hood (Стрелы Робин Гуда)
- 1979: Rebell gegen die Krone (Емельян Пугачёв)
- 1981: Tatmotiv unbekannt (Следствием установлено)
- 1983: Fremde Leidenschaften (Чужие страсти)
- 1987: Moonsund (Моонзунд)
- 1992: Liebe (Любовь)

## Auszeichnungen (Auswahl)
- 1965: Volkskünstler der Lettischen SSR
- 1969: Volkskünstler der UdSSR
- 1979: Leninorden
- 2004: Orden der Freundschaft
- 2007: Drei-Sterne-Orden

## Eponyme
Der am 28. März 1968 entdeckte Asteroid (4136) Artmane trägt seit 1996 ihren Namen.